# Марк Вейн Чейз
Марк Вейн Чейз (англ. Mark Wayne Chase, нар. у 1951 році) — англійський ботанік американського походження, відомий своїми роботами з систематики та еволюції рослин. Член Лондонського королівського товариства.

## Коротка наукова біографія
Вищу освіту здобув у приватному коледжі Albion College (місто Альбіон, штат Мічиган, США).
Чейз обіймав посади професора Мічиганського університету, Університету Північної Кароліни, потім очолював університетський гербарій Університету Північної Кароліни. З 1992 року працює у ботанічному саду К'ю, Велика Британія; станом на початок 2010 року Марк Чейз займає посаду керівника Лабораторії Джодрела (Jodrell Laboratory).
Чейз — учасник «Групи філогенії покритонасінних» (Angiosperm Phylogeny Group, APG), групи ботаніків-систематиків різних країн, що займаються побудовою консенсусної системи класифікації покритонасінних, заснованої в першу чергу на результатах аналізу послідовностей ДНК. Чейз — один з головних авторів системи класифікації APG (1998), а також систем, що прийшли їй на зміну: APG II та APG III.
Серед його наукових інтересів — класифікація орхідних: Чейз є співредактором великого проекту Genera Orchidacearum («Роди орхідних»), спрямованого на приведення в порядок класифікації однієї з найбільших родин серед квіткових рослин.
Чейз також займається дослідженнями плоїдності та гібридизації рослин, особливо питаннями еволюції поліплоїдних рослин з родів Зозульки (Dactylorhiza) та Тютюн (рослина) (Тютюн).

## Нагороди
У 1998 році Марк Чейз був удостоєний Медалі Ліннея.
У 2008 році Чейз став одним з тринадцяти вчених, які були удостоєні Медалі Дарвіна-Воллеса, вручається один раз на п'ятдесят років Лондонським королівським товариством.

## Наукові роботи
Марк Чейз — автор понад 340 наукових публікацій (2009). Деякі з них:
- Chase, M. W., Hanson, L., Albert, V. A., Whitten, W. M. & Williams, N. H. (2005). Life history evolution and genome size in subtribe Oncidiinae (Orchidaceae). Annals of Botany 95: 191—199.
- Chase, M. W., Salamin, N., Wilkinson, M., Dunwell, J. M., Kesanakurthi, R. P., Haidar, N. & Savolainen, V. (2005). Land plants and DNA barcodes: short-term and long-term goals. Philosophical Transactions of The Royal Society B: Biological Sciences 360: 1889—1895.
- Pridgeon, A. M., Cribb, P. J., Chase, M. W. & Rasmussen, F. N. (eds) (2005). Genera Orchidacearum, Vol. 4: Epidendroideae (part 1). Oxford: Oxford University Press. 694 pp.
- Chase, M. W., Fay, M. F., Devey, D. S., Maurin, O., Rønsted, N., Davies, T. J., Pillon, Y., Petersen, G., Seberg, O., Tamura, M. N., Asmussen, C. B., Hilu, K., Borsch, T., Davis, J. I., Stevenson, D. W., Pires, J. C., Givnish, T. J., Sytsma, K. J., McPherson, M. A., Graham, S. W. & Rai, H. S. (2006). Multigene analyses of monocot relationships: a summary. Aliso 22: 63-75.
- Cabrera, L. I., Salazar, G. A., Chase, M. W., Mayo, S. J., Bogner, J. & Dávila, P. (2008). Phylogenetic relationships of aroids and duckweeds (Araceae) inferred from coding and noncoding plastid DNA. American Journal of Botany 95: 1153—1165.
- Chase, M. W., Bremer, K. & Stevens, P. (eds) (1998). Angiosperm Phylogeny Group (APG): An ordinal classification for the families of flowering plants. Ann. Missouri Bot. Gard. 85: 531—553.
- Soltis, P. S., Soltis, D. E. & Chase, M. W. (1999). Angiosperm phylogeny inferred from multiple genes: a research tool for comparative biology. Nature 402: 402—404.
- Wikström, N., Savolainen, V. & Chase, M. W. (2001). Evolution of the angiosperms: calibrating the family tree. Proc. Roy. Soc. Lond., Ser. B, Biol. Sci. 268: 2211—2220.
- Pridgeon, A. M., Chase, M. W., Cribb, P. J. & Rasmussen, F. N. (2001, 2003). Genera Orchidacearum, vols 2 & 3. Oxford: Oxford University Press. Pp 416+359.
- Chase, M. W., Bremer, K., Bremer, B., Thulin, M., Stevens, P. F., Soltis, D. E., Soltis, P. S. & Reveal, J. (2003). An update of the Angiosperm Phylogeny Group classification for the orders and families of flowering plants: APG II. Bot. J. Linn. Soc. 141: 399—436.